# La Represa
La Represa è un comune (corregimiento) della Repubblica di Panama situato nel distretto di La Chorrera, provincia di Panama. Si estende su una superficie di 38,1 km² e conta una popolazione di 681 abitanti (censimento 2010).